# Översten (roman)
Översten är en roman av Ola Larsmo utgiven 2020 som handlar om den svenske militären och baptistpastorn Knut Oscar Broady. Romanen skildrar Broadys liv från hans uppväxt i Uppsala till hans emigration till USA och hans efterföljande karriär där som baptistledare och överste i nordstatsarmén under amerikanska inbördeskriget.